# Holozoa
A Holozoa élőlények csoportja, mely tartalmazza az állatokat és az egysejtű (protiszta) rokonaikat, de nem részei a gombák és egyéb élőlények. Monofiletikus csoport, vagyis klád, mivel egy közös ős összes leszármazottját tartalmazza. E leszármazottak közt a protisztákat nagyon nagy érdeklődés övezi az állatokhoz való közeli kapcsolat miatt: az állati többsejtűségért felelős gének keresése mellett az állatok egysejtű ősének természetének felfedezésében is segítenek.

## Meghatározás és részcsoportok
A Holozoa a legnagyobb klád, melynek része a Homo sapiens (Animalia), de nem a Neurospora crassa (Fungi). Ágalapúan meghatározott klád: tartalmazza az állatok legközelebbi rokonait, melyek nem gombák, valamint azok közös ősét. A kládot először filogenetikai analízissel fedezték fel 2002-ben. Ezek a főként egysejtű rokonok a Choanoflagellata, Filasterea, Ichthyosporea csoportjai, valamint három független faj, a Corallochytrium, a Syssomonas és a Tunicaraptor.
- Choanoflagellata (>250 faj):[10] az állatok legközelebbi protiszta rokonai. Szabadon élő egysejtű vagy kolóniaalkotó ostorosok, melyek baktériumokat esznek microvillusokból álló „gallérral”. Ez a gallér hasonlít a szivacsok gallérsejtjeire,[11] ezért a Choanoflagellatáról a 19. században is feltételezték, hogy a szivacsok rokonai. A rejtélyes Proterospongia a Choanoflagellata kolóniaalkotó tagja, melyről feltételezték, hogy a szivacsok őse.[12] A Holozoában élő többi egysejtűvel a kapcsolatát csak az 1990-es években kezdték kutatni.[13]
- Ichthyosporea vagy Mesomycetozoea (mintegy 40 faj): Nagy részük számos állat, például emberek, halak, tengeri gerinctelenek parazitája vagy azzal kommenzalizmusban élő faj. Legtöbbjük többmagvú kolóniaként szaporodik, és ostorosként vagy amőbaként válik szét.[10]
- Filasterea: az amőboid Ministeria, Pigoraptor[9] és Capsaspora génuszokat magában foglaló csoport, amely szálas állábairól kapta nevét.[6]
- Pluriformea: a Corallochytrium és Syssomonas génuszokat foglalja magában.[9]
- Tunicaraptor: frissen felfedezett csoport, melynek helyzete a Holozoában még ismeretlen.[2]

## Evolúciós történet

### Filogenetika
Filogenetikai és filogenomikai analízisek alapján a Holozoa kladogramja az alábbi, ahol a különböző kládok különválásának útja is megtalálható. A Choanoflagellata, állatok és Filastera együtt alkotják a Filozoa kládot. A Pluriformea (Corallochytrium és Syssomonas) a Filozoa testvércsoportja. Egy alternatív feltételezés a Teretosporea klád, amely a Pluriformea és Ichthyosporea egyesítése.
|  | Nucleariae |
|  |            |
|  | Fungi      |
|  |            |

|  | Dermocystida   |
|  |                |
|  | Ichthyophonida |
|  |                |

|  | Syssomonas      |
|  |                 |
|  | Corallochytrium |
|  |                 |

|  | Choanoflagellata          |
|  |                           |
|  | \| \| Metazoa \| \| \| \| |
|  |                           |
|  | Metazoa                   |
|  |                           |

|  | Metazoa |
|  |         |

|  | Choanoflagellata          |
|  |                           |
|  | \| \| Metazoa \| \| \| \| |
|  |                           |
|  | Metazoa                   |
|  |                           |

|  | Metazoa |
|  |         |

|  | Syssomonas      |
|  |                 |
|  | Corallochytrium |
|  |                 |

|  | Choanoflagellata          |
|  |                           |
|  | \| \| Metazoa \| \| \| \| |
|  |                           |
|  | Metazoa                   |
|  |                           |

|  | Metazoa |
|  |         |

|  | Choanoflagellata          |
|  |                           |
|  | \| \| Metazoa \| \| \| \| |
|  |                           |
|  | Metazoa                   |
|  |                           |

|  | Metazoa |
|  |         |

|  | Dermocystida   |
|  |                |
|  | Ichthyophonida |
|  |                |

|  | Syssomonas      |
|  |                 |
|  | Corallochytrium |
|  |                 |

|  | Choanoflagellata          |
|  |                           |
|  | \| \| Metazoa \| \| \| \| |
|  |                           |
|  | Metazoa                   |
|  |                           |

|  | Metazoa |
|  |         |

|  | Choanoflagellata          |
|  |                           |
|  | \| \| Metazoa \| \| \| \| |
|  |                           |
|  | Metazoa                   |
|  |                           |

|  | Metazoa |
|  |         |

|  | Syssomonas      |
|  |                 |
|  | Corallochytrium |
|  |                 |

|  | Choanoflagellata          |
|  |                           |
|  | \| \| Metazoa \| \| \| \| |
|  |                           |
|  | Metazoa                   |
|  |                           |

|  | Metazoa |
|  |         |

|  | Choanoflagellata          |
|  |                           |
|  | \| \| Metazoa \| \| \| \| |
|  |                           |
|  | Metazoa                   |
|  |                           |

|  | Metazoa |
|  |         |

|  | Nucleariae |
|  |            |
|  | Fungi      |
|  |            |

|  | Dermocystida   |
|  |                |
|  | Ichthyophonida |
|  |                |

|  | Syssomonas      |
|  |                 |
|  | Corallochytrium |
|  |                 |

|  | Choanoflagellata          |
|  |                           |
|  | \| \| Metazoa \| \| \| \| |
|  |                           |
|  | Metazoa                   |
|  |                           |

|  | Metazoa |
|  |         |

|  | Choanoflagellata          |
|  |                           |
|  | \| \| Metazoa \| \| \| \| |
|  |                           |
|  | Metazoa                   |
|  |                           |

|  | Metazoa |
|  |         |

|  | Syssomonas      |
|  |                 |
|  | Corallochytrium |
|  |                 |

|  | Choanoflagellata          |
|  |                           |
|  | \| \| Metazoa \| \| \| \| |
|  |                           |
|  | Metazoa                   |
|  |                           |

|  | Metazoa |
|  |         |

|  | Choanoflagellata          |
|  |                           |
|  | \| \| Metazoa \| \| \| \| |
|  |                           |
|  | Metazoa                   |
|  |                           |

|  | Metazoa |
|  |         |

|  | Dermocystida   |
|  |                |
|  | Ichthyophonida |
|  |                |

|  | Syssomonas      |
|  |                 |
|  | Corallochytrium |
|  |                 |

|  | Choanoflagellata          |
|  |                           |
|  | \| \| Metazoa \| \| \| \| |
|  |                           |
|  | Metazoa                   |
|  |                           |

|  | Metazoa |
|  |         |

|  | Choanoflagellata          |
|  |                           |
|  | \| \| Metazoa \| \| \| \| |
|  |                           |
|  | Metazoa                   |
|  |                           |

|  | Metazoa |
|  |         |

|  | Syssomonas      |
|  |                 |
|  | Corallochytrium |
|  |                 |

|  | Choanoflagellata          |
|  |                           |
|  | \| \| Metazoa \| \| \| \| |
|  |                           |
|  | Metazoa                   |
|  |                           |

|  | Metazoa |
|  |         |

|  | Choanoflagellata          |
|  |                           |
|  | \| \| Metazoa \| \| \| \| |
|  |                           |
|  | Metazoa                   |
|  |                           |

|  | Metazoa |
|  |         |

### Egysejtű állatős
Az állatok őse utáni kutatás vagy a Metazoa utolsó közös őse (vagyis Urmetazoon) természete a végbement egysejtű–többsejtű átmenet rejtélyének megoldását igényli. Mivel nincsenek fosszíliák, a Metazoa egysejtű közös ősének és a többsejtűség felé vezető kezdeti lépések egyetlen vizsgálati módja a gének és genetikai útvonalak tanulmányozása, melyek az állatokban és a legközelebbi élő rokonaikban közösek.
Az egysejtű holozoongenomok szekvenálása lehetővé teszi ezen egysejtű ős genetikai kódjának nagy pontosságú rekonstrukcióját. Számos, korábban „állatspecifikus”-nak tekintett tulajdonság megtalálhaót egysejtű rokonaikban, ami azt jelenti, hogy a többsejtűség nem az állatspecifikus új gének megjelenésével, hanem az egysejtűek már meglévő génjeinek együttes hatásával jelent meg. Például:
- Az adhéziós fehérjét kódoló gének, melyek szükségesek az állatokban a sejtrétegek, szövetek és a sejtközi tér létrejöttéhez szükséges sejt–sejt és sejt–mátrix adhézióhoz. A galléros ostorosok a sejt–sejt adhézióban részt vevő C-típusú lektinekkel és kadherindomént tartalmazó fehérjékkel rendelkezik, de az utóbbiakat szabályzó β-catenin feltehetően állatspecifikus. A Casaspora teljes integrinadhezómával rendelkezik, ami fő sejt–ECM adhéziós rendszer az állatokban.[10] Más holozoonoknak az ECM-mel kapcsolatos fehérjéik vannak, például a disztrofinasszociált fehérjekomplex részei, lamininok, kollagének és fibronektinek.[16]
- A szignáltranszdukciós gének a többsejtűség további feltételei. A fejlődéskori jelzőutak, melyek a Metazoa tagjaiban nagymértékben megőrződnek (például sün, WNT, TGFβ, JAK-STAT és bemélyedés-jelzőútvonal) nincsenek jelen más csoportokban. Hasonló, de nem homológ jelzőreceptorok vannak jelen az egysejtű holozoonokban, például a receptor-tirozinkinázok, melyek a Choanoflagellata, Filasterea és Ichthyosporea esetén függetlenül fejlődtek. Azonban néhány állati citoplazmatikus tirozinkináz (például a fokális adhéziós kináz) és a Hippo szignálútvonal jelen vannak a Holozoa egysejtű tagjaiban.[10]
- Az állati transzkripciós faktorok nagy része jelen van a Holozoa egysejtű tagokban, beleértve néhány, korábban állatspecifikusnak tekintett transzkripciósfaktor-csoportot (például p53 és T-box). Más csoportok, például a SMAD, Doublesex és az IRF-ek állatspecifikusak.[10]

Továbbá sok állatokban látható biológiai folyamat már jelen volt az egysejtű ősükben, például ilyen az ivaros szaporodás és a gametogenezis a Salpingoeca rosetta fajban, továbbá ilyenek a sejtdifferenciáció egyes típusai.

### Fosszíliák

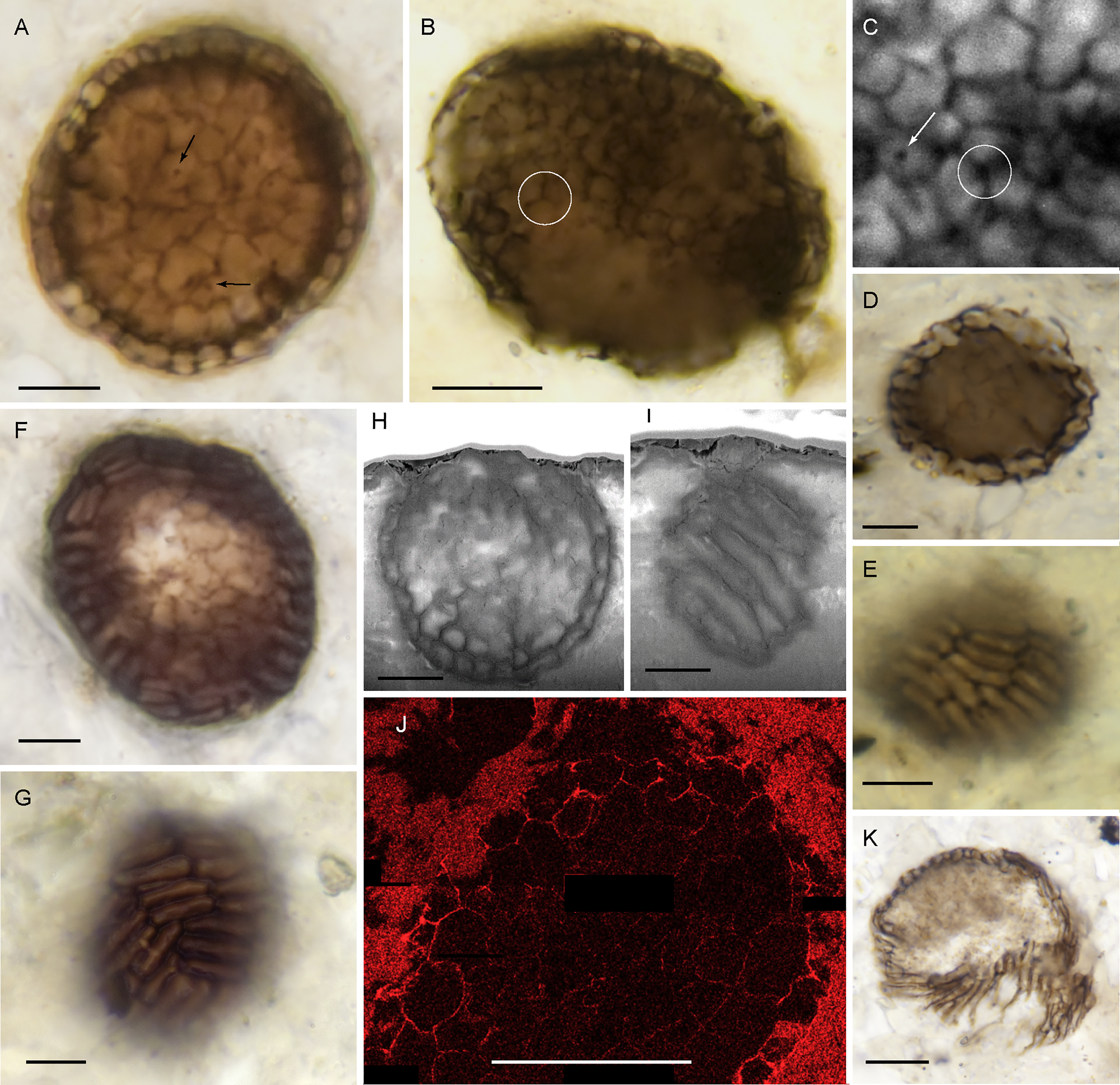
Bicellum brasieri-fosszíliák

Egy egymilliárd éves édesvízi mikroszkopikus fosszília, a Bicellum brasieri feltehetően egy két differenciálódott sejttípust vagy életszakaszt mutató Holozoa-tag. Egy szorosan összeállt sejtekből (sztereoblasztok) álló gömbből áll, melyet egy rétegben megnyúlt sejtek vesznek körül. Két vegyes alakú sejtekből álló sztereoblasztpopuláció jellemzi, mely feltehetően perifériára történő sejtvándorlás, ami olyan mozgás, melyet a differenciális sejtadhézió magyarázhat meg. Ez konzisztens a ma élő egysejtű Holozoa-tagokkal, melyek az összetett életciklusokban többsejtű szakaszokat képesek létrehozni.
A Metazoa klád korai tagjainak fosszilis „embrióiról”, melyeket a Dousantuo formációban fedeztek fel, kiderült, hogy valójában nem állati protiszták a Holozoán belül. Egyes szerzők szerint bár barázdálódást mutathatnak, nem rendelkeznek a Metazoa szünapomorfiáival, például szöveti differenciálódással és közeli fiatal és érett sejtekkel, hanem a fejlődés hasonlít a nem állati Holozoa-tagok germinációs szakaszával. Ezek olyan evolúciós szintet jelenthetnek, melyben a palintom barázdálódás (gyors sejtosztódások citoplazma növekedése nélkül, mely az állati barázdálódásra jellemző) volt a diszperzió és szaporodás módszere.

## Taxonómia
Mivel a Holozoa klád, melybe az állatok és minden, az állatokhoz a gombáknál közelebbi kapcsolatban lévő protiszta tartozik, egyes szerzők ezt használják, szemben a parafiletikus csoportokkal, melyek a Holozoa csoportot tartalmazzák, kivéve az állatokat, például a „Choanozoát”, melyet Thomas Cavalier-Smith protozoológus használt. A Nemzetközi Protisztológustársaság az eukarióták monofiletikus csoportokra osztását javasolja, eltávolodva a hagyományos rangoktól (ország, törzs stb.). E nézet szerint a Holozoa felosztása az alábbi:
- Holozoa (Lang et al. 2002)
  - (kihalt) Bicellum brasieri (Strother & Wellman 2021)[3]
  - Tunicaraptor (Tikhonenkov, Mikhailov, Hehenberger, Karpov, Prokina, Esaulov, Belyakova, Mazei, Mylnikov, Aleoshin & Keeling 2020)[2]
  - Ichthyosporea[b] (Cavalier-Smith 1998) [Mesomycetozoea (Mendoza et al. 2002)]
    - Dermocystida (Cavalier-Smith 1998) [Rhinosporidaceae (Mendoza et al. 2001)]
    - Ichthyophonida (Cavalier-Smith 1998) [Ichthyophonae (Mendoza et al. 2001); Amoebidiidae (Reeves 2003)]

  - Pluriformea[b] (Hehenberger et al. 2017)
    - Corallochytrium limacisporium (Raghu-Kumar 1987)
    - Syssomonas multiforma[b] (Tikhonenkov, Hehenberger, Mylnikov & Keeling 2017)

  - Filasterea (Shalchian-Tabrizi et al. 2008)
    - Capsaspora owczarzaki (Hertel, Bayne & Loker, 2002)
    - Ministeria (Patterson et al. 1993)
    - Pigoraptor (Tikhonenkov et al. 2017)
    - Txikispora (Urrutia, Feist & Bass 2022)[20]

  - Choanozoa (Brunet & King 2017) [Choanozoa (Cavalier-Smith et al. 1991) (P)][a]
    - Choanoflagellata (Kent 1880–1882) [Craspedomonadina (Stein 1878); Craspedomonadaceae (Senn 1900); Craspedophyceae (Chadefaud 1960); Craspédomonadophycidées (Bourrelly 1968); Craspedomonadophyceae (Hibberd 1976); Choanomonadea (Krylov et al. 1980); Choanoflagelliida (Lee, Hutner & Bovee 1985); Choanoflagellatea (Cavalier-Smith 1997 emend. Cavalier-Smith 1998); Choanomonada (Adl et al. 2005)]
      - Craspedida (Cavalier-Smith 1997, emend. Nitsche et al. 2011)
        - Salpingoecidae (Kent 1880–1882, emend. sensu Nitsche et al. 2011)

      - Acanthoecida (Cavalier-Smith 1997, emend. Nitsche et al. 2011)
        - Acanthoecidae (Norris 1965, emend. sensu Nitsche et al. 2011)
        - Stephanoecidae (Leadbeater 2011)

    - Metazoa (Haeckel 1874, emend. Adl et al. 2005) [Animalia (Linnaeus 1758); Eumetazoa (Bütschli 1910)]
      - Porifera (Grant 1836) [Parazoa (Sollas 1884)]
      - Placozoa (Grell 1971)
      - Ctenophora (Eschscholtz 1829)
      - Cnidaria (Hatschek 1888)
      - Bilateria (Hatschek 1888)

## Fordítás
Ez a szócikk részben vagy egészben  a   Holozoa című angol Wikipédia-szócikk ezen változatának fordításán alapul.  Az eredeti cikk szerkesztőit annak laptörténete sorolja fel. Ez a jelzés csupán a megfogalmazás eredetét és a szerzői jogokat jelzi, nem szolgál a cikkben szereplő információk forrásmegjelöléseként.